# Belle-Alliance-Theater

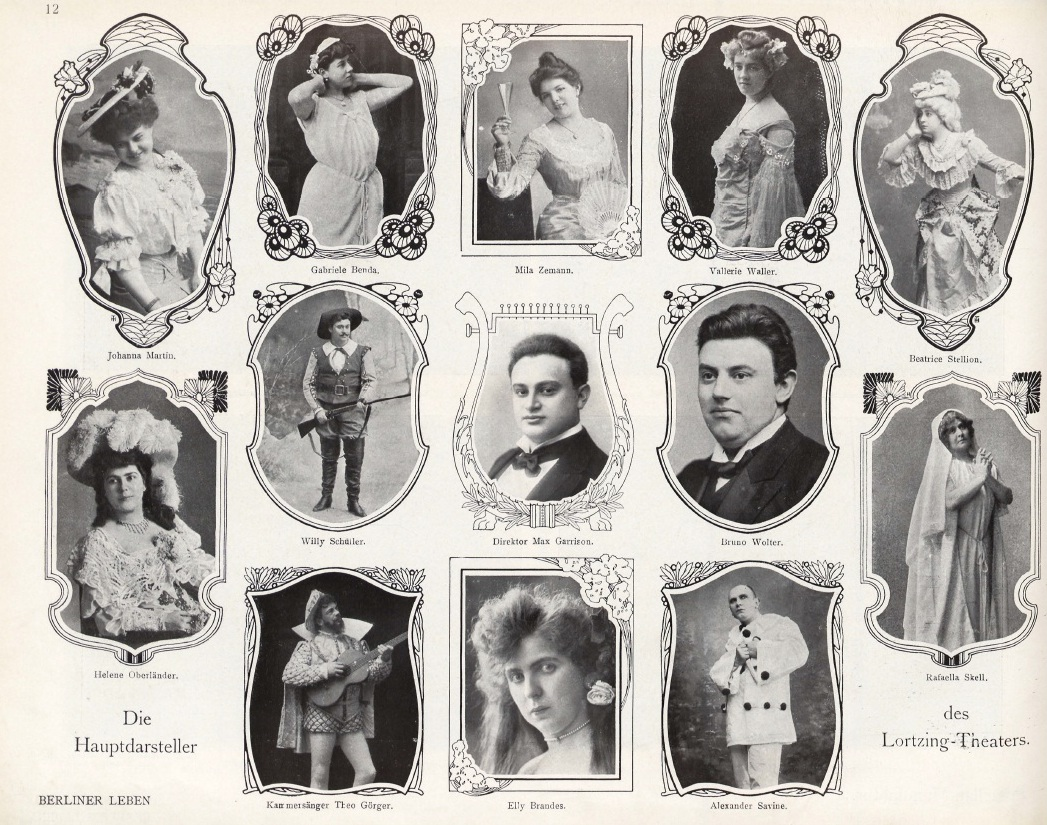
Die Hauptdarsteller des Theaters 1906 (aus der Zeitschrift Berliner Leben)

Das Belle-Alliance-Theater war ein Theater in Berlin.

## Geschichte
Ab 1865 entstand das Belle-Alliance-Theater in der Berliner Belle-Alliance-Straße 7/8 durch den Umbau eines Restaurants mit Tanzsaal im Auftrag von August Wolf, einem ehemaligen Schauspieler. Am 9. Oktober 1869 eröffnete die Spielstätte, die 1000 Zuschauern Platz bot. Das Theater, zu dem ein großer Sommergarten gehörte, wurde zu einem bedeutenden Ort des Schauspiels in der neuen Reichshauptstadt und wurde unter anderem mit Aufführungen der Neuen Freien Volksbühne bespielt. 1887 übernahm Theaterdirektor Hermann Bruckhoff gemeinsam mit dem Schriftsteller Hermann Sternheim das Haus, das in den folgenden Jahren auch für Gastspiele süddeutscher Volksbühnen bekannt war.
1892 übernahm Emil Litaschi, Direktor des ehemaligen Victoria-Theaters, das Theater und nannte es nun Victoria-Theater. Bereits 1894 trat er von der Leitung zurück und die Eigentümer Sternheim und Bruckhoff führten das Unternehmen vorläufig auf eigene Rechnung wieder als Belle-Alliance-Theater weiter.
Am 5. Januar 1902 fand hier die Uraufführung von Georg Büchners Stück Dantons Tod statt. Zuvor erlebten hier 1878 und 1896 mit Die Stützen der Gesellschaft und Komödie der Liebe zwei Dramen Henrik Ibsens ihre deutsche Erstaufführung.
Das Theater wurde ab 1906 unter der Direktion von Max Garrison (eigentlich: Max Gerson, 1867–1927; Bruder von Robert Garrison) als Lortzing-Theater weitergeführt und als neues Opernhaus (Volksoper) eröffnet. Im August 1907 musste Adalbert Lieban (1877–1951) für den Pächter, die Lortzing-Theater-Gesellschaft m.b.H., Konkurs anmelden und Garrison übernahm das Haus auf eigene Rechnung. 1913 wurde das Theater abgerissen.

## Persönlichkeiten
- 1887 bis 1894 leitete Hermann Sternheim das Theater.[7]